# Цзянланшань
Цзянланшань (кит.: 江郎山, піньінь: Jiāngláng Shān) — гора в китайській провінції Чжецзян. Є частиною рельєфу Данься, що входить до переліку Світової спадщини ЮНЕСКО. Назва перекладається як «Гора трьох Цзян».

## Опис
Загальна площа становить 610 га (буферна зона — 571 га). Розташована в околицях Цзяншаня в окрузі Цюйчжоу, на відстані 25 км від міста Шімень провінції Чжецзян. За легендою на гори намагалися зійти три брата Цзян, які врешті-решт перетворилися на три валуни (або на три піки). Звідси походить назва гори. Основу становлять три піки: Лан Фен, Я Фен, Лін Фен.
Окрім цього принадами гори є чудові печери зі сталагмітами та сталактитами, Жіноче озеро (колишнє назва озера Дракона), озеро Сяолі, гірська річка Яочі, піки Хайлуо і Бітоу, водоспад Сяньцзуцзянь, що сполучається з Жіночим озером, різні ущелини. Значну частину займають ліси.

## Історія
З часів династії Тан Цзянланшань притягувала до себе поетів, мандрівників та буддійських ченців, зокрема Бо Цзюй-і, Лу Ю, Чжу Сі. Доволі детальний опис її дав відомий китайський дослідник часів епохи Мін — Сюй Сяке. Його ім'я новить павільйон в околицях гори.
Внаслідок переміщення народностей біля цієї гори люди розмовляють на 9 діалектах китайської мови. Також тут присутні різні архітектурні стилі будов, що також є впливом політичних процесів: можна зустріти стиль Чжецзян, Цзянсі, Юньнань, Гуйчжоу, Фуцзянь, часів Мін, Цін, радянський, європейський.
У 2005 році Державна рада КНР надала Цзянланшань категорію АААА за Рейтингом туристичних визначних пам'яток. З цього моменту увага держави та інвесторів до розбудови туристичної і курортної інфраструктури місцини збільшилася. У 2010 році гора увійшла до числа Всесвітньої спадщини в Китаї. У вересні 2013 року тут пройшов Міжнародний фестиваль туризму.